# (20012) Ranke
(20012) Ranke (1991 RV4) – planetoida z pasa głównego asteroid okrążająca Słońce w ciągu 4,24 lat w średniej odległości 2,62 j.a. Odkryta 13 września 1991 roku.